# Тимошенко Юрій Володимирович
Ю́рій Володи́мирович Тимоше́нко (3 квітня 1961, с. Дивне, Апанасенковський район, Ставропольський край) — український гвардієць. Народний депутат України 8-го скликання.

## Життєпис
Народився 3 квітня 1961 року в селі Дивне Ставропольського краю. У 1979 році закінчив Івано-Франківське кооперативне професійно-технічне училище, спеціальність: продавець-консультант.
- Серпень 1982 — січень 1983 рр.: Коломийське управління громадського харчування — експедитор торгового відділу;
- Лютий 1983 — травень 1985 рр.: Головне управління торгівлі Міністерства оборони СРСР, воєнторг № 174 — експедитор;
- Червень 1985 — жовтень 1985 рр.: колгосп ім. XXII з'їзду КПРС — робота по договору, ремонтні роботи;
- Листопад 1985 — листопад 1986 рр. — тимчасово не працював;
- Грудень 1986 — квітень 1988 рр.: колгосп «Жовтень» Борщівського р-ну, Тернопільської обл. — робітник цеху підсобних промислів;
- Квітень 1988 — грудень 1989 рр.: колгосп «Шляхом Леніна» — маляр-висотник;
- 1989−1993 рр.: кооператив «Будівельник» — маляр-висотник;
- 2006—2013 рр.: ТОВ «Українська видавнича спілка» — працював на громадських засадах водієм-експедитором;

З травня 2014 року — гвардієць Першого батальйону оперативного призначення імені генерала Кульчицького Національної гвардії.
Член Комітету Верховної Ради з питань запобігання і протидії корупції. Кандидат в Президенти України 2019 року.
6 березня 2019 правоохоронні органи затримали «на гарячому» двох чоловіків, які пропонували кандидату в президенти Юрію Тимошенку 5 млн гривень в обмін на те, що той зніме свою кандидатуру з виборів. За словами Юрія Луценка замовником підкупу був Валерій Дубіль.

## Громадсько-політична діяльність
Брав активну участь у всіх історичних подіях національно-визвольної боротьби на Прикарпатті з червня 1989 року, в складі «Української Гельсінської спілки», співзасновник товариства «Меморіал» у 1989 році в Коломиї, та учасник, всіх його розкопок, член Коломийської станиці братства вояків ОУН-УПА, член ГФзОГП Коломийське МРО «Народна самооборона Коломийщини». Член Політичної партії «НАРОДНИЙ ФРОНТ».
У січні 2019 — після того, як він заявив про намір балотуватися в президенти, — його виключили з Народного Фронту. 
За результатами першого туру президентських виборів 2019 року набрав 0,62% голосів.

## Родина
- дружина — Тимошенко Зоряна Іванівна,
- син — Тимошенко Валерій Юрійович,
- донька — Тимошенко Мар'яна Юріївна,
- донька — Тимошенко Любава Юріївна,
- син — Тимошенко Нестор Юрійович.

## Відзнаки та нагороди
- Відзнака Президента України — ювілейна медаль «25 років незалежності України» (2016).[6]